# Мэтьюр, Виктор
Виктор Джон Мэтьюр (англ. Victor Mature; 29 января 1913 — 4 августа 1999) — американский актёр театра и кино.

## Детство и юность
Виктор Мэтьюр родился в Луисвилле. Его отец Марчело Джелиндо Матури (позже Марчелус Георг Мэтьюр) родился в городе Пинцоло в Италии, а мать родом из Кентукки — Клара П. Экли. Старший брат Виктора, Марчелус Пол Мэтьюр, умер в 11 лет в 1918 году от остеомиелита. Виктор Мэтьюр учился в приходской школе, затем в Военном институте Кентукки и в Спенсерском колледже. Некоторое время он продавал конфеты и управлял рестораном, прежде чем переехать в Калифорнию.
Его первой главной ролью стал одетый в мех пещерный человек в фильме «Миллион лет до нашей эры» в 1940 году. После этого фильма он стал работать на кинокомпанию 20th Century Fox с такими актрисами, как Бетти Грейбл и Рита Хейворт.

## Вторая мировая война
В июле 1942 года Мэтьюр пытался попасть на службу в Военно-морские силы США, но не был принят из-за дальтонизма. Тогда он поступил на службу в береговую охрану, пройдя тест в тот же день. Его направили служить на USCGC Storis (WMEC-38), который патрулировал Гренландию. После 14 месяцев службы его повысили в звании и он стал главным помощником боцмана. В 1944 году он принял участие в нескольких выступлениях для поднятия морального духа. Он помогал набирать новых людей в Береговую охрану, играя в музыкальном ревю «Смола и борьба»(«Tars and Spars») прошедшего в Майами (Флорида) в апреле 1944 года, а также принял участие в туре по США в следующем году. В мае 1945 года Мэтьюр был переведен на корабль для перевозки людей USS Admiral H. T. Mayo AP-125. Военную службу Мэтьюр закончил в ноябре 1945 года и продолжил актёрскую карьеру.

## Карьера в кино

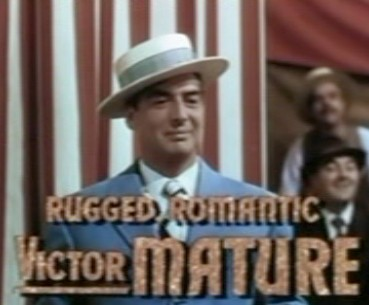
Виктор Мэтьюр в трейлере к фильму «Миллион долларов для русалки» (1952)

После войны Мэтьюр успешно прошел кастинг у режиссёра Джона Форда и сыграл Дока Холлидея в фильме «Моя дорогая Клементина». Всё следующее десятилетие Мэтьюр играл персонажей с крутым нравом в фильмах с разными жанрами от вестернов до библейских, таких как «Плащаница» (c Ричардом Бёртоном и Джин Симмонс) и его сиквелом «Деметрий и гладиаторы» (с Сьюзен Хэйворд). Мэтьюр также снимался с Хэди Ламарр в библейской саге Сесиля Де Милля «Самсон и Далила» (1949) и в роли Хоремхеба в фильме «Египтянин» (1954) с Джин Симмонс и Джин Тирни.
Также он снялся с Эстер Уильямс в фильме «Миллион долларов для русалки» (1952) и, согласно автобиографии Эстер, у них был роман. В 1961 г. сыграл главную роль Олега, конунга викингов, в историческом фильме «Татары» режиссёра Ричарда Торпа.
После пяти лет без съёмок он вернулся в кинематограф в роли, пародирующей его самого, в фильме «В погоне за «Лисом»» (1966), в соавторстве с Нилом Саймоном. В 1968 году он сыграл Большого Виктора в фильме «Голова».
Мэтьюр был недоволен своими актерскими способностями. Однажды, когда ему отказали в членстве в клубе по причине того, что он актёр, он воскликнул: «Я не актёр — я снялся в 64 фильмах, чтобы доказать это». В 1968 году цитировали его высказывание об актёрской карьере: «На самом деле, я гольфист. Это мое настоящее занятие. Я никогда не был актёром. Спросите кого угодно, в особенности критиков.»

## Смерть
Виктор Мэтьюр умер от лейкемии в 1999 году в городке Ранчо-Санта-Фе (штат Калифорния) в возрасте 86 лет. Он был похоронен на фамильном кладбище Святого Михаила в его родном городе Луисвилле.
На Голливудской «Аллее славы» есть звезда Виктора Мэтьюра, расположенная под номером 6780 Hollywood Blvd.

## Фильмография
| Год  | Название                                      | Оригинальное название                    | Роль                          | Комментарии      |
| ---- | --------------------------------------------- | ---------------------------------------- | ----------------------------- | ---------------- |
| 1939 |                                               | The Housekeeper’s Daughter               | левша                         |                  |
| 1940 | Миллион лет до нашей эры                      | One Million B.C.                         | Тумак                         |                  |
| 1940 | Внимание капитана                             | Captain Caution                          | Даниэль 'Дэн' Марвин          |                  |
| 1940 | No, No, Nanette                               | No, No, Nanette                          | Вильям Трэйнор                |                  |
| 1941 | Ночной кошмар                                 | I Wake Up Screaming                      | Франки Кристофер (Боттичелли) |                  |
| 1941 | Жестокий Шанхай                               | The Shanghai Gesture                     | Доктор Омар                   |                  |
| 1942 | Моя девушка Сэл                               | My Gal Sal                               | Пол Дрессер                   |                  |
| 1942 | Серенада у Рампы                              | Footlight Serenade                       | Томми Лунди                   |                  |
| 1942 | Семь дней отпуска                             | Seven Days Leave                         |                               |                  |
| 1942 | Песня острова                                 | Song of the Islands                      |                               |                  |
| 1943 | Шоу-бизнес на войне                           | Show Business at War                     | себя                          | короткометражный |
| 1946 | Моя дорогая Клементина                        | My Darling Clementine                    | Док Холлидей                  |                  |
| 1947 | Поцелуй смерти                                | Kiss of Death                            | Ник Бьянко                    |                  |
| 1947 | Мускусная роза                                | Moss Rose                                | Майкл Дрего                   |                  |
| 1948 | Плач большого города                          | Cry of the City                          | Канделла Мл.                  |                  |
| 1948 | Ярость у реки Фернас Крик                     | Fury at Furnace Creek                    | Cash Blackwell/Tex Cameron    |                  |
| 1949 |                                               | Red, Hot and Blue                        | Дэнни Джеймс                  |                  |
| 1949 | Легкая жизнь                                  | Easy Living                              | Пете Вилсон                   |                  |
| 1949 | Самсон и Далила                               | Samson and Delilah                       | Самсон                        |                  |
| 1950 | Уобаш авеню                                   | Wabash Avenue                            | Энди Кларк                    |                  |
| 1950 | Стелла                                        | Stella                                   | Джеф деМарко                  |                  |
| 1950 | Игорный дом                                   | Gambling House                           |                               |                  |
| 1952 | История в Лас-Вегасе                          | The Las Vegas Story                      | Дэйв Энрюс Мл.                |                  |
| 1952 | Миллион долларов для русалки                  | Million Dollar Mermaid                   | Джеймс Сулливан               |                  |
| 1952 | Андрокл и лев                                 | Androcles and the Lion                   | капитан                       |                  |
| 1952 |                                               | Something for the Birds                  | Стив Беннет                   |                  |
| 1953 | Любовь к незнакомцу                           | Affair with a Stranger                   | Билл Блэкли                   |                  |
| 1953 | Слава бригады                                 | The Glory Brigade                        | Сэм Прайор Мл.                |                  |
| 1953 |                                               | The Veils of Bagdad                      | Антар                         |                  |
| 1953 | Плащаница                                     | The Robe                                 | Деметрий                      |                  |
| 1954 | Опасная миссия                                | Dangerous Mission                        | Мэт Галетт                    |                  |
| 1954 | Деметрий и гладиаторы                         | Demetrius and the Gladiators             | Деметрий                      |                  |
| 1954 | Египтянин                                     | The Egyptian                             | Хоремхеб                      |                  |
| 1954 | Преданные                                     | Betrayed                                 | The Scarf                     |                  |
| 1955 | Вождь Бешеный Конь                            | Chief Crazy Horse                        | Вождь Бешеный Конь            |                  |
| 1955 | Жестокая суббота                              | Violent Saturday                         | Шелли Мартин                  |                  |
| 1955 | Последняя граница                             | The Last Frontier                        | Джед Купер                    |                  |
| 1956 | Один против акул                              | The Sharkfighters                        | Lt. Cmdr. Ben Staves          |                  |
| 1956 | Царек Хан                                     | Zarak                                    | Царек Хан                     |                  |
| 1956 | Сафари                                        | Safari                                   | Кен Дуффильд                  |                  |
| 1957 | Интерпол                                      | Interpol или Pickup Alley                | Чарльз Стургис                |                  |
| 1957 |                                               | The Long Haul                            | Гарри Миллер                  |                  |
| 1958 | Нет времени умирать                           | No Time to Die или Tank Force            | сержант Дэвид Х. Тэтчер       |                  |
| 1958 | Западный эскорт                               | Escort West                              | Бен Лесситер                  |                  |
| 1958 |                                               | China Doll                               | капитан Клиф Брэндон          |                  |
| 1959 | Большой цирк                                  | The Big Circus                           | Генри Джаспер «Hank» Вирлинг  |                  |
| 1959 | Тимбукту                                      | Timbuktu                                 | Майк Конвей                   |                  |
| 1959 | Бандит из Жобэ                                | The Bandit of Zhobe                      | Касим Хан                     |                  |
| 1959 | Ганнибал                                      | Hannibal                                 | Ганнибал                      |                  |
| 1962 | Татары                                        | I Tartari                                | Олег                          |                  |
| 1966 | В погоне за «Лисом»                           | After the Fox                            | Tony Powell                   |                  |
| 1968 | Голова                                        | Head                                     | Большой Виктор                |                  |
| 1972 | Маленький плут и няня                         | Every Little Crook and Nanny             | Кармин Гануччи                |                  |
| 1976 | Вон Тон Тон — собака, которая спасла Голливуд | Won Ton Ton: The Dog Who Saved Hollywood | Ник                           |                  |
| 1979 | Огневая мощь                                  | Firepower                                | Гарольд Еверетт               |                  |

| Год  | Название        | Роль                    | Комментарии                                         |
| ---- | --------------- | ----------------------- | --------------------------------------------------- |
| 1977 | МЭШ             | Др. Джон «Док» Холлидэй | Телесериал, Эпизод: «Вечерний сеанс» неоплачиваемый |
| 1984 | Самсон и Далила | Manoah                  | Телефильм                                           |